# Sumak kawsay

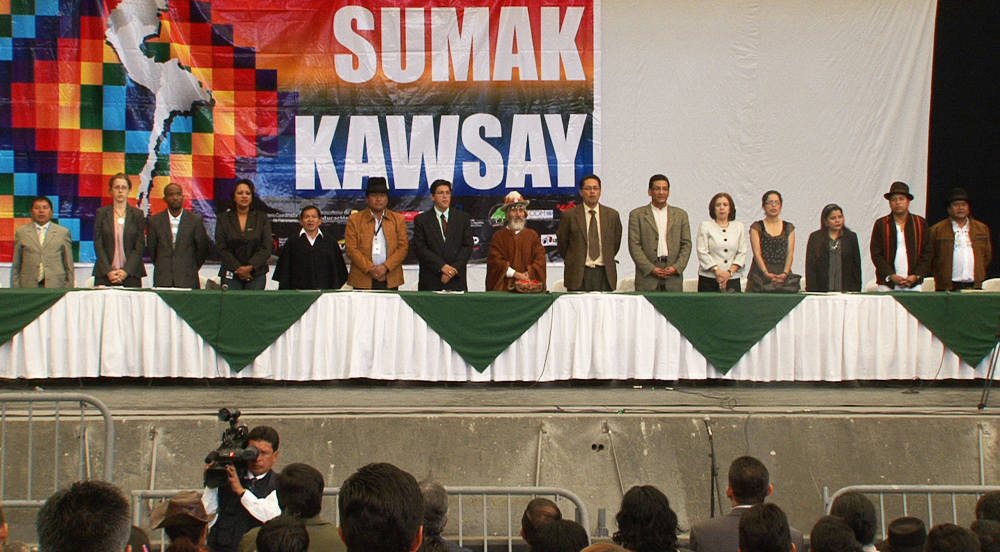
Primera Trobada dels Pobles i Nacionalitats Andinas pel Sumak Kawsay. Equador (2011)

Sumak kawsay és una paraula quítxua referida a la cosmovisió ancestral de la vida. Des de finals de segle XX és també un paradigma epistèmic i una proposta política, cultural i social desenvolupada principalment a l'Equador i Bolívia. A l'Equador s'ha traduït com "bon viure" encara que experts en llengua quítxua coincideixen a assenyalar que la traducció més precisa seria la "viure a plenitud". A Bolívia la paraula original en aimara és Suma Qamaña que s'ha traduït com "viure bé".
En el seu significat quítxua original, sumak fa referència a la realització ideal i bella de la planeta, mentre que kawsay significa "vida", una vida digna, en plenitud, equilibri i harmonia. Hi ha nocions similars en altres pobles indígenes, com els maputxe (Xile), els guaraní de Bolívia i de Paraguai que parlen -respectivament- dels seus teko kavi (vida bona) i teko pora (bona viure o bon manera de ser), els achuar (Amazònia equatoriana) però també en la tradició maia (Guatemala), al Chiapas (Mèxic), entre els kunas (Panamà), etc.
Des de l'última dècada de 1990 el sumak kawsay es desenvolupa com una proposta política que busca el "bé comú" i la responsabilitat social a partir de la seva relació amb la Mare Natura i el fre a l'acumulació sense fi, que sorgeix com a alternativa a el desenvolupament tradicional. el "bon viure" planteja la realització de l'ésser humà de manera col·lectiva amb una vida harmònica, equilibrada, sustentada en valors ètics davant de el model de desenvolupament basat en un enfocament economicista com a productor de béns de valors monetaris. Inicialment el concepte és utilitzat per moviments indígenes de l'Equador i Bolívia al costat d'un grup d'intel·lectuals per a definir un paradigma alternatiu al desenvolupament capitalista adquirint una dimensió cosmològica, holística i política. En la primera dècada de segle XXI s'ha incorporat a la Constitució de l'Equador (2008) i a la Constitució de l'Estat Plurinacional de Bolívia (2009), i Salvador Sánchez Cerén la va aplicar durant el seu govern a El Salvador (2014 a 2019).
Diversos teòrics especialitzats en el tema com els economistes Alberto Acosta o Magdalena León assenyalen que no es tracta d'una teoria acabada i completament estructurada sinó que es tracta d'una proposta social encara inacabada i, per tant, perfectible.